# Lineage 2: Револуција
Lineage 2: Revolution — то онлајн игра улога за више играча (MMORPG), које је развила компанија Netmarble за мобилне платформе по лиценци NCSoft, чија се радња одвија за 100 године пре догађаја приче Lineage II: Goddess of Destruction из NCSoft. Ово је део серије игара Lineage.

## Играње
Као и у многима MMORPG, играч почиње стварањем лика и одабиром своје расе. Играчу су доступне следеће расе које се могу играти: људи, вилењаци, тамни вилењаци, патуљци, орци и у најновијем ажурирању Камаел. Касније, свака раса се специјализује за различите класе као што су ратник, маг и стрелац. Играч напредује у игри извођењем куестс и убијање мобс. Међутим, велика већина игре — то млевење.
Игра се одвија у истом свету Lineage II, издаје 2003 године, и садржи локације примера: тамнице, играч против играча (PvP), ратови кланова, рације и низ задатака за унапређење приче. Међутим, игра је била посебно прилагођена Netmarble, да боље одговара мобилним уређајима; на пример, мисије су аутоматизоване где их лик аутоматски довршава и чак убија непријатеље сам након одабира мисије.